# Entei
Entei is een fictief wezen uit de Pokémon-anime en spelwereld. Het is een legendarische Pokémon uit de Johto-regio van het type Fire. Hij behoort tot het trio van Legendarische Beesten.  Entei is een bruine leeuwachtige Pokémon. 
In de film Pokémon 3: In de greep van Unown laat hij een enorme kristallen catastrofe los op Greenfield. Ash en zijn vrienden moeten uitzoeken hoe ze de schade aan de eens zo prachtige stad ongedaan kunnen maken. Entei ontvoert de moeder van Ash. Om zijn moeder te redden, achtervolgt hij Entei met zijn Charizard om hem te verslaan.

## Het Beest van de vulkaan
Entei is een van de drie legendarische Beest Pokémon in de tweede generatie van de Pokémonfranchise, samen met Raikou en Suicune, die omkwamen in het vuur van de Burnt Tower (Verbrande Toren). Ho-Oh blies de drie nieuw leven in.

## Ruilkaartenspel
Er bestaan 9 standaard-Entei-kaarten, waarvan één enkel in Japan uitgebracht is. Verder bestaan er nog twee Crystal Tower's Entei-kaarten (enkel in Japan), één Rocket's Entei- (Japan), één Entei EX- en één Entei ☆-kaart. Al deze kaarten hebben het type Fire als element. Er bestaat ook nog één Rocket Entei ex-kaart (element Dark), en Entei is ook verschenen op twee combinatiekaarten: één met Raikou (type Fire en Lightning) en één met Suicune (type Water en Fire).

### Suicune & Entei LEGEND (Unleashed 94)
Suicune & Entei LEGEND (Japans: スイクン＆エンテイＬＥＧＥＮＤ Suicune & Entei LEGEND) is een dubbel type Water/Fire Pokémon LEGEND kaart. Het maakt deel uit van de Unleashed expansie. Deze kaart beeldt twee van de legendarische beesten, Suicune en Entei af. Ze kennen de aanvallen Torrent Blade en Bursting Inferno.